# 丹麥的路易絲 (1750-1831)
丹麥的路易絲（丹麥語：Louise af Danmark，1750年1月20日—1831年1月12日），丹麥國王弗雷德里克五世的幼女，克里斯蒂安七世的妹妹、弗雷德里克王儲同父異母的姐姐。

## 家庭
1766年，路易絲與黑森-卡塞爾的卡爾王子結婚，卡爾是日後第一位黑森選侯威廉一世的弟弟。兩人共有3子3女：
- 瑪麗公主（1767年—1852年），丹麥王后
- 威廉王子（1769年—1772年），夭折
- 弗里德里希王子（英语：Prince Frederik of Hesse）（1771年—1845年）
- 朱麗安妮公主（1773年—1860年），修道院長
- 克里斯蒂安王子（英语：Prince Christian of Hesse）（1776年—1814年）
- 路易絲·卡羅琳公主（1789年—1867年），什勒斯維希-霍爾斯坦-索恩德堡-格呂克斯堡公爵夫人，克里斯蒂安九世的母親。